# Lina Zerón
Lina Zerón (Ciudad de México , 1959) es una poetisa mexicana cuya obra ha sido traducida al inglés, francés, alemán, italiano, portugués, serbio, esloveno, árabe y rumano. Estudió Relaciones Internacionales en la ENEP Acatlán, UNAM.

## Obras publicadas
| Poesía |                                                             |
| Año    | Título                                                      |
| 1996   | Luna en abril, poemas                                       |
| 1997   | Luna en abril, sueños                                       |
| 1998   | Luna en abril, cartas                                       |
| 1999   | Espiral en fuego                                            |
| 2000   | Rosas negras para un ataúd sin cuerpo                       |
| 2001   | Amoradas borbolestas                                        |
| 2002   | Moradas mariposas                                           |
| 2003   | Vino rojo                                                   |
| 2004   | Un cielo crece en el fondo de tus ojos                      |
| 2005   | Nostalgia de vida                                           |
| 2005   | Ciudades donte te nombro ((2007)) "Consagración de la piel" |

| Prosa |                                                   |
| Año   | Título                                            |
| 2003  | Posdata para Ana - novela.                        |
| 1997  | Minicrónicas de listón y otros cuentos - cuentos. |

- Datos: Q5976621